# Барбара Санґушкова
Барбара Уршуля Санґушкова, до шлюбу Барбара Уршуля Дунінівна (4 лютого 1718 — 2 травня / 2 жовтня 1791) — польська поетеса, перекладачка, філантропка.

## Життєпис

Герб шляхтичів Дунінів — Лебідь

Активна учасниця політичного життя Речі Посполитої. В часі Барської конфедерації мала доволі великий вплив на підготовку перших конфедерацій на Литві. У 1769 під її патронатом започатковано Волинську конфедерацію.
Княгиня у шлюбі з Павлом Карлом Санґушко (від 1739 року).
Після смерті чоловіка замешкала у Варшаві в Палаці Бєлінських по вул. Крулєвській, ставши тоді на чолі так званої «Милої трійці святих паній». До світського грона, що було відоме своєю благочинною діяльністю далеко за межами столиці, належали: Кристина Бєлінська, Бона Свідзінська-Грановська і Маріанна Свідзінська-Лянцкоронська. Їхні зібрання, на яких обговорювалися питання боротьби з виразками суспільства, відвідував навіть сам король Станіслав Август й інші «вершки вищого зі світів». Крім того, Барбара Санґушкова присвячувала проблемі моралі свої твори і переклади з інших авторів.
Померла у Варшаві після 6-тижневої важкої хвороби 2 жовтня 1791 р. Похована була 13 жовтня поряд з чоловіком за участі численного духовенства, в крипті монастиря оо. Капуцинів у Люблині. Серце урочисто було поховано в костелі капуцинів Любартова.

## Родинні зв'язки
| Лукреція Катажина Радзивилівна | Лукреція Катажина Радзивилівна | Лукреція Катажина Радзивилівна | Лукреція Катажина Радзивилівна | Лукреція Катажина Радзивилівна | Лукреція Катажина Радзивилівна |                      |                      |                      |                      |                      |                      | Микола Вікторин Грудзінський | Микола Вікторин Грудзінський | Микола Вікторин Грудзінський | Микола Вікторин Грудзінський | Микола Вікторин Грудзінський        | Микола Вікторин Грудзінський |  |  | Софія Мановська | Софія Мановська | Софія Мановська | Софія Мановська | Софія Мановська | Софія Мановська |            |            |            |            |            |            | Святослав Франциск Дунін | Святослав Франциск Дунін | Святослав Франциск Дунін | Святослав Франциск Дунін | Святослав Франциск Дунін | Святослав Франциск Дунін |  |  |
| Лукреція Катажина Радзивилівна | Лукреція Катажина Радзивилівна | Лукреція Катажина Радзивилівна | Лукреція Катажина Радзивилівна | Лукреція Катажина Радзивилівна | Лукреція Катажина Радзивилівна |                      |                      |                      |                      |                      |                      | Микола Вікторин Грудзінський | Микола Вікторин Грудзінський | Микола Вікторин Грудзінський | Микола Вікторин Грудзінський | Микола Вікторин Грудзінський        | Микола Вікторин Грудзінський |  |  | Софія Мановська | Софія Мановська | Софія Мановська | Софія Мановська | Софія Мановська | Софія Мановська |            |            |            |            |            |            | Святослав Франциск Дунін | Святослав Франциск Дунін | Святослав Франциск Дунін | Святослав Франциск Дунін | Святослав Франциск Дунін | Святослав Франциск Дунін |  |  |
|                                |                                |                                |                                |                                |                                |                      |                      |                      |                      |                      |                      |                              |                              |                              |                              |                                     |                              |  |  |                 |                 |                 |                 |                 |                 |            |            |            |            |            |            |                          |                          |                          |                          |                          |                          |  |  |
|                                |                                |                                |                                |                                |                                | Маріанна Грудзінська | Маріанна Грудзінська | Маріанна Грудзінська | Маріанна Грудзінська | Маріанна Грудзінська | Маріанна Грудзінська |                              |                              |                              |                              |                                     |                              |  |  |                 |                 |                 |                 |                 |                 | Якуб Дунін | Якуб Дунін | Якуб Дунін | Якуб Дунін | Якуб Дунін | Якуб Дунін |                          |                          |                          |                          |                          |                          |  |  |
|                                |                                |                                |                                |                                |                                | Маріанна Грудзінська | Маріанна Грудзінська | Маріанна Грудзінська | Маріанна Грудзінська | Маріанна Грудзінська | Маріанна Грудзінська |                              |                              |                              |                              |                                     |                              |  |  |                 |                 |                 |                 |                 |                 | Якуб Дунін | Якуб Дунін | Якуб Дунін | Якуб Дунін | Якуб Дунін | Якуб Дунін |                          |                          |                          |                          |                          |                          |  |  |
|                                |                                |                                |                                |                                |                                |                      |                      |                      |                      |                      |                      |                              |                              |                              |                              |                                     |                              |  |  |                 |                 |                 |                 |                 |                 |            |            |            |            |            |            |                          |                          |                          |                          |                          |                          |  |  |
|                                |                                |                                |                                |                                |                                |                      |                      |                      |                      |                      |                      |                              |                              |                              |                              | Барбара Уршуля Дунінівна-Сангушкова |                              |  |  |                 |                 |                 |                 |                 |                 |            |            |            |            |            |            |                          |                          |                          |                          |                          |                          |  |  |

## Твори
- [Sanguszkowa Barbara Urszula]. Uwagi pewney chwalebney matki, godney córce… na pożegnanie podane, drugi raz przedrukowane. Lwów 1760[5].

## Вшанування пам'яті
У місті Іллінці Вінницької області є провулок Барбари Сангушко.